# Rhodopis vesper vesper
El picaflor vespertino común (Rhodopis vesper vesper), es una de las subespecies en que se divide la especie Rhodopis vesper, única integrante del género monotípico: Rhodopis, de la familia Trochilidae. Esta ave se distribuye en la costa pacífica del centro-oeste de América del Sur. 

## Costumbres
El hábitat de este colibrí son los matorrales secos, subtropicales o tropicales; matorrales húmedos, subtropicales o tropicales, y matorrales de altitud, subtropicales o tropicales, ascendiendo por las quebradas cordilleranas hasta los 3500 m s. n. m..
Construye un nido colgante, adherido a la rama de algún arbusto o árbol, en especial muestra preferencia por el pacay (Inga feuilleei).

## Taxonomía
Esta subespecie fue descrita originalmente por el naturalista francés René Primevère Lesson en el año 1829, bajo el nombre científico de: Ornismya vesper. Su localidad tipo es probablemente: «Tarapacá», hoy en el norte de Chile, pero posiblemente deba referirse al oeste del Perú.
La subespecie Rhodopis vesper tertia Hellmayr, 1932 fue propuesta para Tembladera, en el Departamento de Cajamarca, en el norte del Perú, aunque tentativamente se la incluye en la subespecie nominal.
Rhodopis vesper vesper se diferencia de Rhodopis vesper atacamensis por su tamaño algo mayor, 13 a 14 cm versus 12 cm.

### Distribución
Esta subespecie se distribuye por una franja de 100 a 200 km de ancho, que se extiende bordeando la costa del océano Pacífico sudamericano, desde la mayor parte del litoral del Perú, desde la Provincia de Lambayeque hasta el departamento de Tacna; además del norte de Chile, en las Regiones de Arica y Parinacota, Tarapacá  y Antofagasta, alcanzando la ciudad de Calama, en la Provincia de El Loa. Más hacia el sur se presenta la subespecie Rhodopis vesper atacamensis, disjunta de la anterior, separadas entre sí por un hiato de costa chilena sin la presencia de integrantes de la especie.